# Persklem

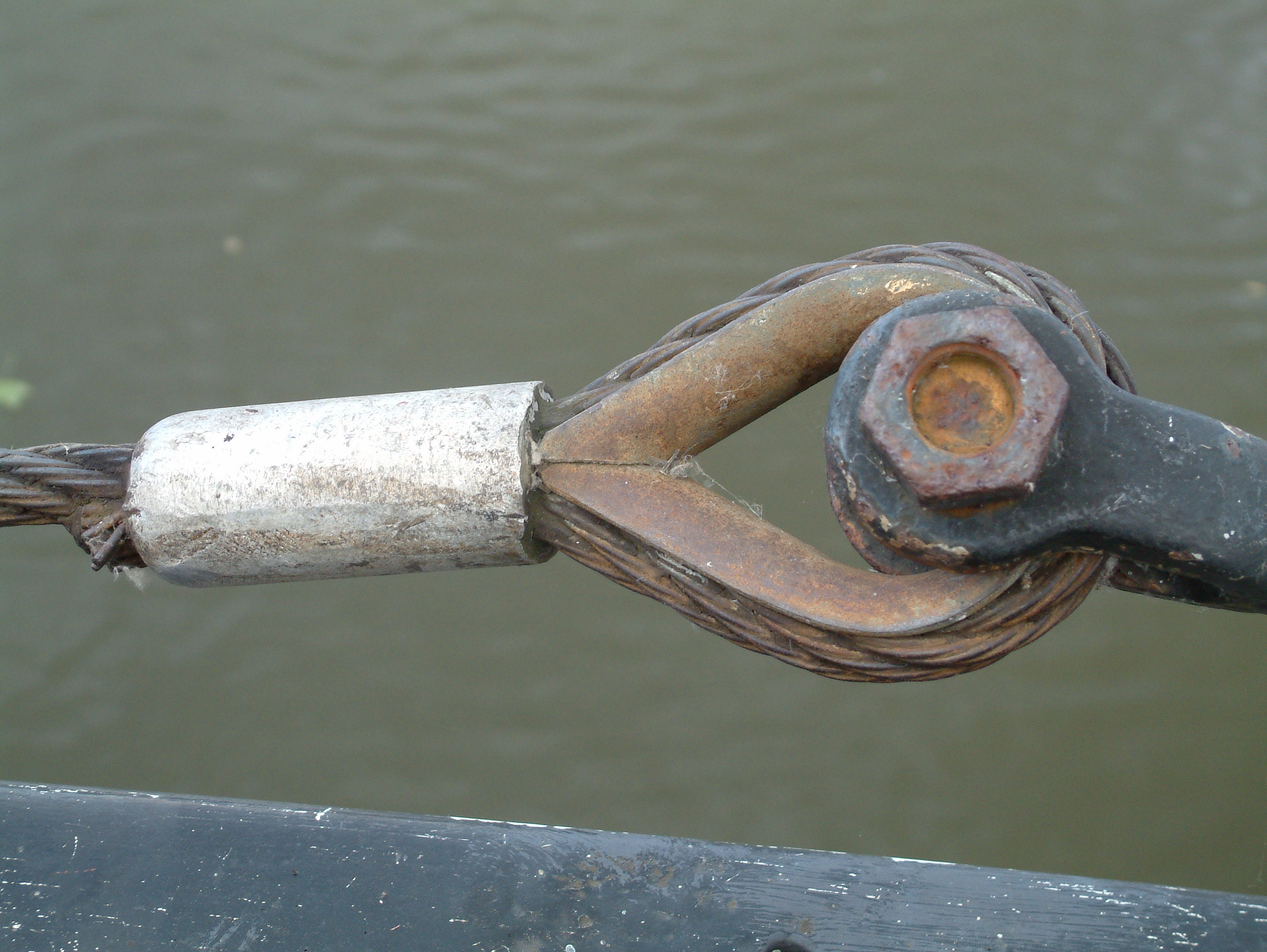
Eindverbinding met persklem en puntkous

Een persklem (ferrule) is een klem die wordt gebruikt om eindverbindingen te maken voor staalkabels. Met een persklem wordt een lus of oog aan het uiteinde van een draad machinaal vastgeperst over de draad zelf en het rondgenomen uiteinde. Hoewel hier geen sprake is van splitsen zoals bij de oogsplits wordt dit ook wel machinaal splitsen genoemd. 
De te persen naadloze klem kan worden gemaakt van:
- aluminium;
- koper;
- koolstofstaal;
- roestvast staal.

in draden van 2 mm - 38 mm.

## Toepassingen
Het is met de techniek ook mogelijk om netten te maken, de te persen klemmen zijn dan kruisvormig. Er kan ook een eindstop op de staaldraad in een hijskraan mee worden gezet. Offshore wordt de aluminiumvariant bij voorkeur niet gebruikt vanwege de anodische werking met corrosie als gevolg.
Bij recht aflopende klemmen bestaat het gevaar dat deze blijven haken achter de te hijsen last. Daarom is er een klem ontwikkeld die een taps aflopende rand heeft.